# Festival de Jazz de Montreux
El  festival de Jazz de Montreux es un festival anual de jazz creado en 1967 por Claude Nobs, que se lleva a cabo en Montreux, Suiza, frente al lago Lemán. Es el más conocido de los festivales de música de Suiza. 

## Historia
El Festival de Jazz de Montreux fue fundado en 1967 por Claude Nobs, Géo Voumard y René Langel con la ayuda de los hermanos Ahmet y Nesuhi Ertegün de Atlantic Records. El festival se celebraba al principio en los salones del Casino de Montreux, con la presencia en aquellos años de artistas exclusivamente de jazz, como Miles Davis, Keith Jarrett, Jack DeJohnette, Bill Evans, Soft Machine, Weather Report, The Fourth Way, Nina Simone, Jan Garbarek y Ella Fitzgerald, pero a partir de la década de 1970 se abrió a otros estilos de música, incluyendo actuaciones de artistas como Marianne Faithfull, Led Zeppelin, Pink Floyd, Frank Zappa, Deep Purple o Canned Heat, entre otros, si bien el jazz continuó siendo la parte más importante del evento. El festival dura actualmente dos semanas y atrae a más de 200.000 espectadores.
Carlos Santana actuó por primera vez en Montreux en 1970, Van Morrison lo hizo en 1974 y de nuevo en 1980. Otras actuaciones destacadas durante los años 70 y 80 incluyen a B.B. King, Albert King, Gary Moore, Don Ellis, Crossfire, Buddy Guy, Camarón de la Isla, Chuck Berry, George Clinton, Mel and Kim, Eric Clapton, Luther Allison, Bo Diddley, Stan Getz, Airto Moreira, Joe Henderson, Dizzy Gillespie, Oscar Peterson, Charles Mingus, Etta James, Sonny Rollins, Son House, Count Basie, Chick Corea, Herbie Hancock, Gilberto Gil, Ray Charles, Hermeto Pascoal, Mahavishnu Orchestra, Rory Gallagher, Stevie Ray Vaughan, Elis Regina, Les McCann, Eddie Harris, Mike Oldfield, Pasadena Roof Orchestra, New Order, Jaco Pastorius, Ringo Starr & His All-Starr Band, Toto, Zucchero Fornaciari, André Geraissati, Korni Grupa, Jan Akkerman, Joe Satriani o Status Quo.
La expansión que se produjo en la década de 1980 transformó al Festival de Montreux en un evento musical de prestigio internacional. Quincy Jones produjo los festivales de principios de los 90. En 1993 el escenario se trasladó al Montreux Convention Centre a fin de disponer de mayor capacidad. El número de visitantes pasó de 75.000 de 1980 a 120.000 en 1994.
Los festivales de los años 90 contaron con la presencia de artistas como Sting, Camarón de la Isla, Bob Dylan, Fats Domino, Al Jarreau, Chaka Khan, Johnny Cash, Cheap Trick, Cheb Mami, Youssou N'Dour, Ice-T, Jazzmatazz, Earth, Wind & Fire, ZZ Top, Simply Red, Marisa Monte, George Benson, Alanis Morissette, David Bowie o Paul Simon. En 1999, el festival registró una asistencia de 220.000 visitantes.
La edición de 2005 tuvo lugar del 1 al 16 de julio con la participación, entre muchos otros, de Isaac Hayes, Billy Preston, B. B. King, Crosby, Stills y Nash, Alice Cooper y George Benson.
La banda británica de rock Deep Purple ha participado hasta en ocho ediciones del festival: 1969, 1996, 2000, 2004, 2006, 2008, 2011 y 2013, llegando a publicar tres álbumes grabados en el transcurso del mismo. A lo largo de su historia, han sido numerosos los artistas que han publicado álbumes grabados en directo aprovechando sus actuaciones en el festival.

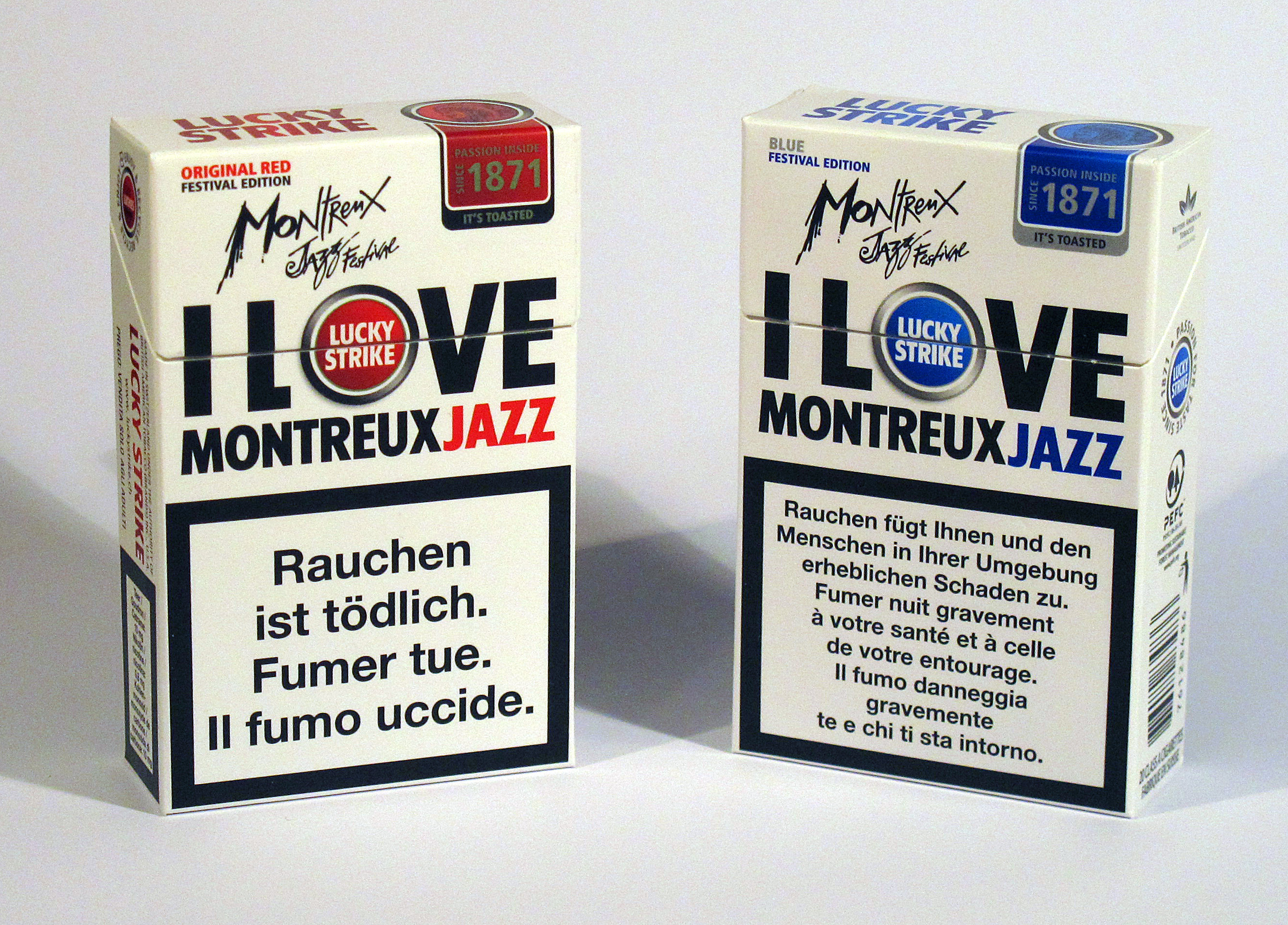
Patrocinio, Festival de Jazz de Montreux, 2012

La edición de 2020, que debía celebrarse entre el 3 y el 18 de julio y que contaba con la participación, entre otros artistas, de Lionel Richie, Brittany Howard y Lenny Kravitz, fue cancelada debido a la pandemia de coronavirus. Es la primera vez que el festival cancela una edición.

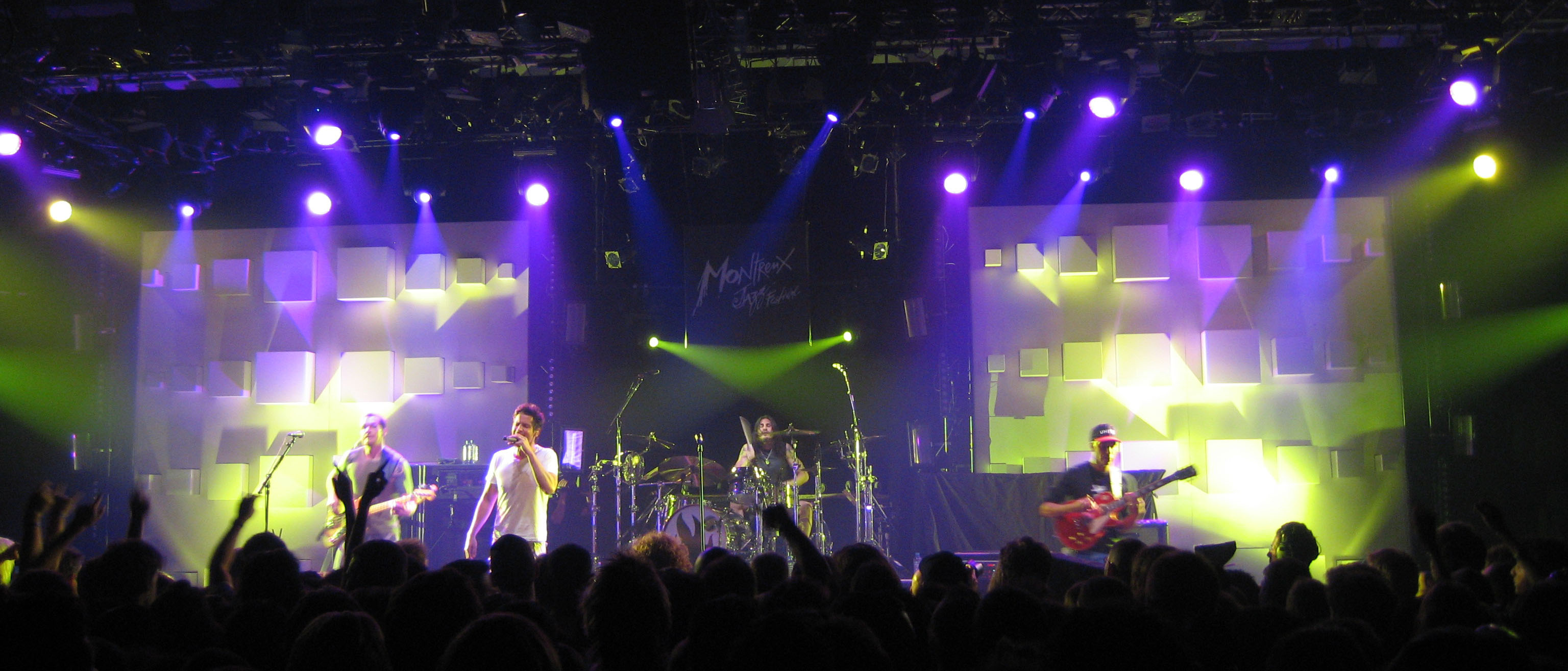
Audioslave performing live on Montreux Jazz Festival, 2005.

## Discografía
- Alanis Morissette: Live at Montreux 2012 (CD/DVD/Blu-ray)
- Alice Cooper: Live at Montreux 2005, 2005 (CD/DVD)
- Atlantic Family: The Atlantic Family Live at Montreux, 1977
- Baby Consuelo: Baby Consuelo ao Vivo – 14th Montreux Jazz Festival, 1980
- Bill Evans: Bill Evans at the Montreux Jazz Festival, 1968
- Bill Evans: Montreux II, 1970
- Bill Evans: Montreux III, 1975[4]
- Bob James: Live at Montreux, 2005
- Bobbi Humphrey: Bobbi Humphrey Live: Cookin' with Blue Note at Montreux, 1973
- Bobby Hutcherson: Bobby Hutcherson Live at Montreux, 1973
- Burning Spear: Live at Montreaux Jazz Festival 2001
- Camarón de la Isla y Tomatito: Montreux 1991
- Carlos Santana y Wayne Shorter: Carlos Santana and Wayne Shorter – Live at the Montreux Jazz Festival 1988]]
- Carmen McRae: Live at Montreux, 1989
- Charles Earland: Kharma, 1974
- Count Basie: Montreux '77
- Deep Purple: Live at Montreux 1996
- Deep Purple: Live at Montreux 2006
- Deep Purple: Live at Montreux 2011
- Dennis Brown: Live at Montreux, 1979
- Dexter Gordon y Junior Mance: Dexter Gordon with Junior Mance at Montreux (Prestige, 1970)
- Dexter Gordon: Blues à la Suisse (Prestige, 1973)
- Don Ellis: Don Ellis Live at Montreux, 1977
- Don Pullen & the African-Brazilian Connection: Live...Again: Live at Montreux (Blue Note, 1993)
- Earl Hines: West Side Story (Black Lion, 1974)
- Ella Fitzgerald: Montreux '77 (Pablo, 1977)
- Ella Fitzgerald: Digital III at Montreux, 1979
- Gary Moore & The Midnight Blues Band: Gary Moore & The Midnight Blues Band – Live at Montreux 1990 (DVD)
- Gary Moore: Gary Moore – The Definitive Montreux Collection
- Gene Ammons: Gene Ammons and Friends at Montreux (Prestige, 1973)
- Hermeto Pascoal: Ao Vivo Montreux Jazz (1979)
- Rory Gallagher: Live in Montreux, 2006
- Dizzy Gillespie: The Dizzy Gillespie Big 7 (Pablo, 1975), Dizzy Gillespie Jam (Pablo, 1977), Musician, Composer, Raconteur (Pablo, 1981)
- Hampton Hawes: Playin' in the Yard (Prestige, 1973)
- Jamiroquai: Jamiroquai – Live at Montreux 2003 (DVD)
- Jethro Tull: Live at Montreux 2003 (2CD/DVD)
- João Gilberto: Live in Montreux, 1985
- Joe Pass: Montreux '77 – Live
- Junko Onishi: Junko Onishi Trio at the Montreux Jazz Festival (LD/VHS) (Toshiba EMI, TOLW-3253, 1997)
- King Sunny Adé: Live at Montreux, 1982
- Korn: Live at Montreux 2004
- Les McCann: Live at Montreux, 1972
- Little Milton: What It Is: Live at Montreux, 1973
- Louisiana Red: Live in Montreux, recorded 1975 (Earwig 2000)
- Luther Allison: Live in Montreux 1976–1994, 1996
- Marlena Shaw: Marlena Shaw Live at Montreux, 1973
- McCoy Tyner: Enlightenment (Milestone, 1973)
- Michel Petrucciani: Power of Three, 1986 (Blue Note, LP/CD)
- Mike Oldfield: Live at Montreux 1981
- Miles Davis & Quincy Jones: Miles & Quincy Live at Montreux
- Modern Jazz Quartet: Together Again: Live at the Montreux Jazz Festival '82 (Pablo, 1982)
- Monty Alexander: Montreux Alexander: The Monty Alexander Trio Live! at the Montreux Jazz Festival, 1976
- Nile Rodgers & Chic: Live at Montreux 2004
- Ofra Haza: At Montreux Jazz Festival (CD/DVD)
- Oliver Nelson: Swiss Suite (Flying Dutchman, 1970)
- Oscar Peterson: Oscar Peterson Jam – Montreux '77
- Peter Tosh: Live at Montreux, 1979
- Randy Weston: Carnival (Freedom, 1974)
- Ray Bryant: Alone at Montreux (Atlantic, 1972)
- Ray Charles: Live at Montreux 1997
- Run-D.M.C.: Live at Montreux 2001
- Sam Rivers: Streams (Impulse, 1973)
- Simply Red: Live At Montreux Jazz Festival (parte del álbum Stars Collectors Edition, 1992)
- Steve Earle: Live at Montreux 2005
- Stevie Ray Vaughan: Live at Montreux 1982 & 1985
- Sun Ra: Live at Montreux, 1976 (CD/2xCD/LP/2xLP)
- Talk Talk: Live at Montreux 1986
- The Dubliners: Live at Montreux, 1976
- Titãs: Go Back, 1988
- Tommy Flanagan: Montreux '77
- Tori Amos: Live at Montreux 1991/1992
- Van Morrison: Live at Montreux 1980/1974
- Yes: Live at Montreux 2003
- ZZ Top: Live at Montreux 2013
- Varios artistas: Montreux Summit Volumes 1&2, 1977 – Álbum doble que recoge las actuaciones de varios artistas de Columbia Records entre los que se encuentran Bob James, Stan Getz, Dexter Gordon, Billy Cobham, George Duke, Benny Golson, Eric Gale, Hubert Laws o Maynard Ferguson entre otros.